# Liste von Megalithanlagen im Departement Marne
Liste der Megalithanlagen im Département Marne, Frankreich.
| Monument                           | Ort                     | Art                   | Lage                        | Anmerkung                        | Bild            |
| ---------------------------------- | ----------------------- | --------------------- | --------------------------- | -------------------------------- | --------------- |
| Menhir de Pierrelongue             | Auménancourt            | Menhir                | 49° 22′ 23″ N, 4° 3′ 42″ O  | -                                | Bild gesucht BW |
| Menhir de Haute-Borne              | Avize                   | Menhir                | 48° 58′ 55″ N, 4° 1′ 29″ O  | PA00078578 PA00078685 PA00078753 |                 |
| Dolmen du Reclus                   | Bannay                  | Dolmen                | 48° 50′ 26″ N, 3° 42′ 46″ O |                                  |                 |
| Dolmen des Mardelles               | Barbonne-Fayel          | Dolmen                | 48° 39′ 43″ N, 3° 43′ 32″ O |                                  | Bild gesucht BW |
| Tumulus de Baudement               | Baudement               | Tumulus               | 48° 34′ 33″ N, 3° 46′ 54″ O |                                  |                 |
| Pierre de Nauroy                   | Beine-Nauroy            | Monument mégalithique | 49° 14′ 17″ N, 4° 15′ 50″ O |                                  | Bild gesucht BW |
| Polissoir de Belval-sous-Châtillon | Belval-sous-Châtillon   | Sliprännor            | 49° 7′ 18″ N, 3° 51′ 16″ O  |                                  | Bild gesucht BW |
| Tumuli de Bussy-le-Château         | Bussy-le-Château        | Tumulus               | 49° 2′ 7″ N, 4° 19′ 28″ O   |                                  |                 |
| Menhir de l'étang de Chénevry      | Congy                   | Menhir                | 48° 50′ 41″ N, 3° 50′ 57″ O |                                  |                 |
| Polissoir de Coole                 | Coole                   | Sliprännor            | 48° 44′ 31″ N, 4° 23′ 36″ O |                                  | Bild gesucht BW |
| Menhir de l'Ermite                 | Les Essarts-lès-Sézanne | Menhir                | 48° 46′ 10″ N, 3° 36′ 17″ O |                                  | Bild gesucht BW |
| Pierres de Sainte-Geneviève        | Fontaine-Denis-Nuisy    | Dolmen                | 48° 37′ 0″ N, 3° 43′ 20″ O  |                                  | Bild gesucht BW |
| Dolmen du Trou-du-Bœuf             | Montmirail              | Dolmen                | 48° 53′ 1″ N, 3° 31′ 32″ O  |                                  | Bild gesucht BW |
| Tombeau de Théodoric               | Poix                    | Tumulus               | 48° 57′ 33″ N, 4° 37′ 26″ O |                                  |                 |
| Dolmen de la Plagne                | Val-des-Marais          | Dolmen                | 48° 49′ 46″ N, 3° 58′ 57″ O |                                  | Bild gesucht BW |